# Prasinohaema semoni
Prasinohaema semoni là một loài thằn lằn trong họ Scincidae. Loài này được Oudemans mô tả khoa học đầu tiên năm 1894.